# Råmyrtjärnen, Lappland
Råmyrtjärnen är en sjö i Malå kommun i Lappland och ingår i Umeälvens huvudavrinningsområde.